# Dorfkirche Stowięcino
Die Dorfkirche in Stowięcino (deutsch Stojentin) ist ein aus dem 17. Jahrhundert stammender Sakralbau des östlichen Pommerns. Eine architektonische Besonderheit der Kirche ist ihr klobiger Kirchturm.

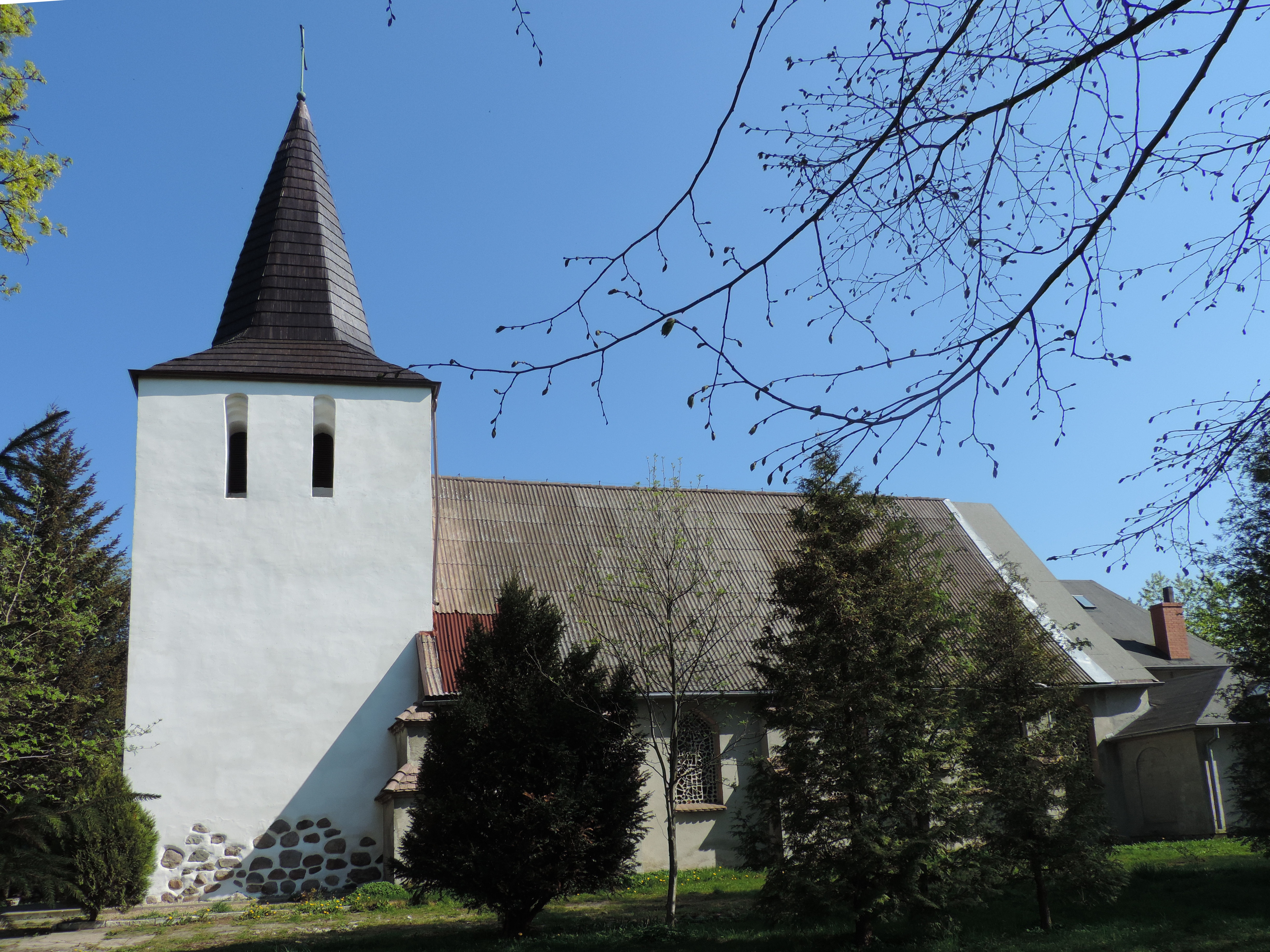
Dorfkirche (2014) in Stowięcino (Stojentin), bis 1945 Gotteshaus der evangelischen Gemeinde Stojentin

## Geographische Lage
Das Kirchengebäude steht in Hinterpommern, in dem Dorf Stowięcino (Stojentin), unweit des Lebatals im Osten des Stolper Landes, etwa dreißig Kilometer ostnordöstlich der Stadt Stolp.
Die Kirche befindet sich auf dem höchstgelegenen Platz des Dorfs, umgeben von einem Rasenplatz, der zur Straße hin mit einer Feldsteinummauerung versehen ist.

## Baugeschichte und -beschreibung
Eine Kirche wurde in Stojentin bereits 1519 erwähnt. Das heutige Gebäude stammt aus dem 17. Jahrhundert – mit dreiseitigem Chor und angebauter Sakristei aus gemischtem Mauerwerk massiv auf einen Feldsteinsockel errichtet und vollständig überputzt. An den Längsfronten befinden sich Strebepfeiler.
Der Westturm trägt einen eingezogenen Helm mit kurzer Spitze.
Das Kirchenschiff hat eine verbretterte Decke. Der Altar mit Knorpelwerk in den Altarschwingen und mit barockem Aufbau zeigte vor 1945 im Mittelteil ein Kreuzigungsgemälde, im oberen Teil eine Auferstehungsdarstellung. Die Kanzel stammt laut Inschrift aus dem Jahre 1632. Im mittleren Brüstungsfeld befand sich eine Intarsienarbeit, die das Allianzwappen des Albrecht Putkamer und der Madalena Bohten anno 1632 darstellte. Über der Kanzel hing einst ein Ölbild der 1682 verstorbenen Barbara Sophia von Zastrow.

Ehemalige evangelische Dorfkirche von Stojentin
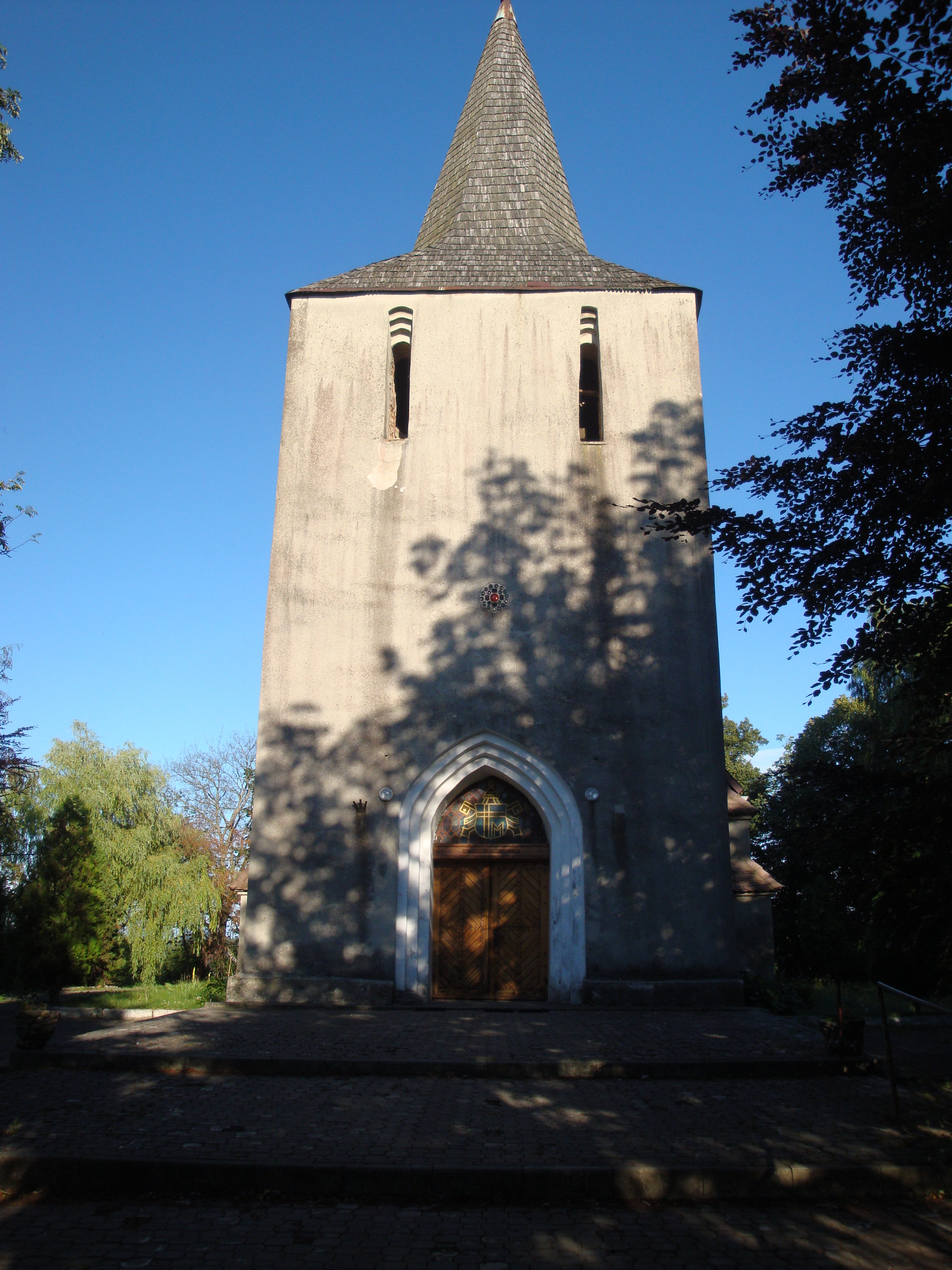
Westseite mit Portal (2010)
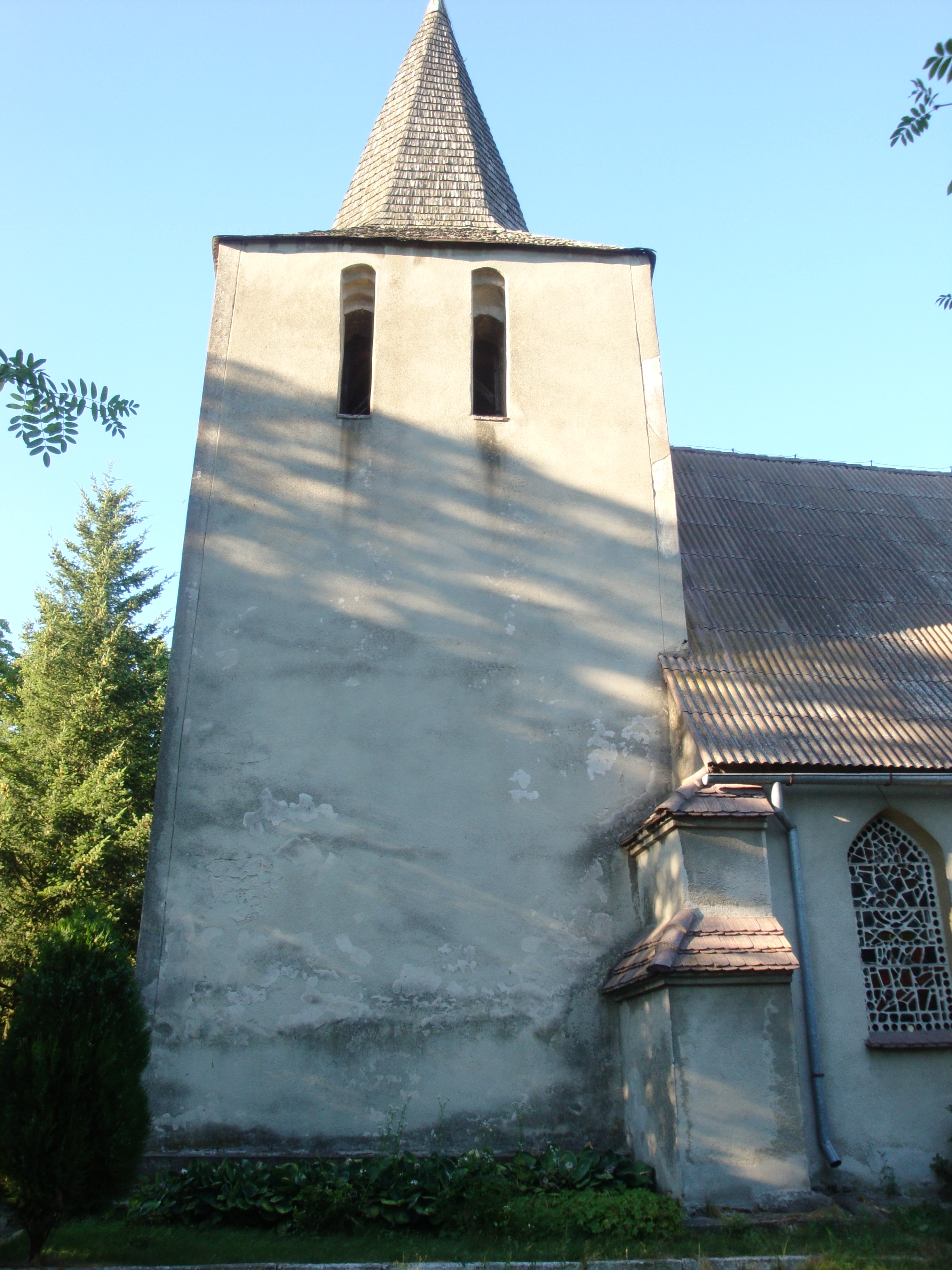
Turm (2010), Südseite
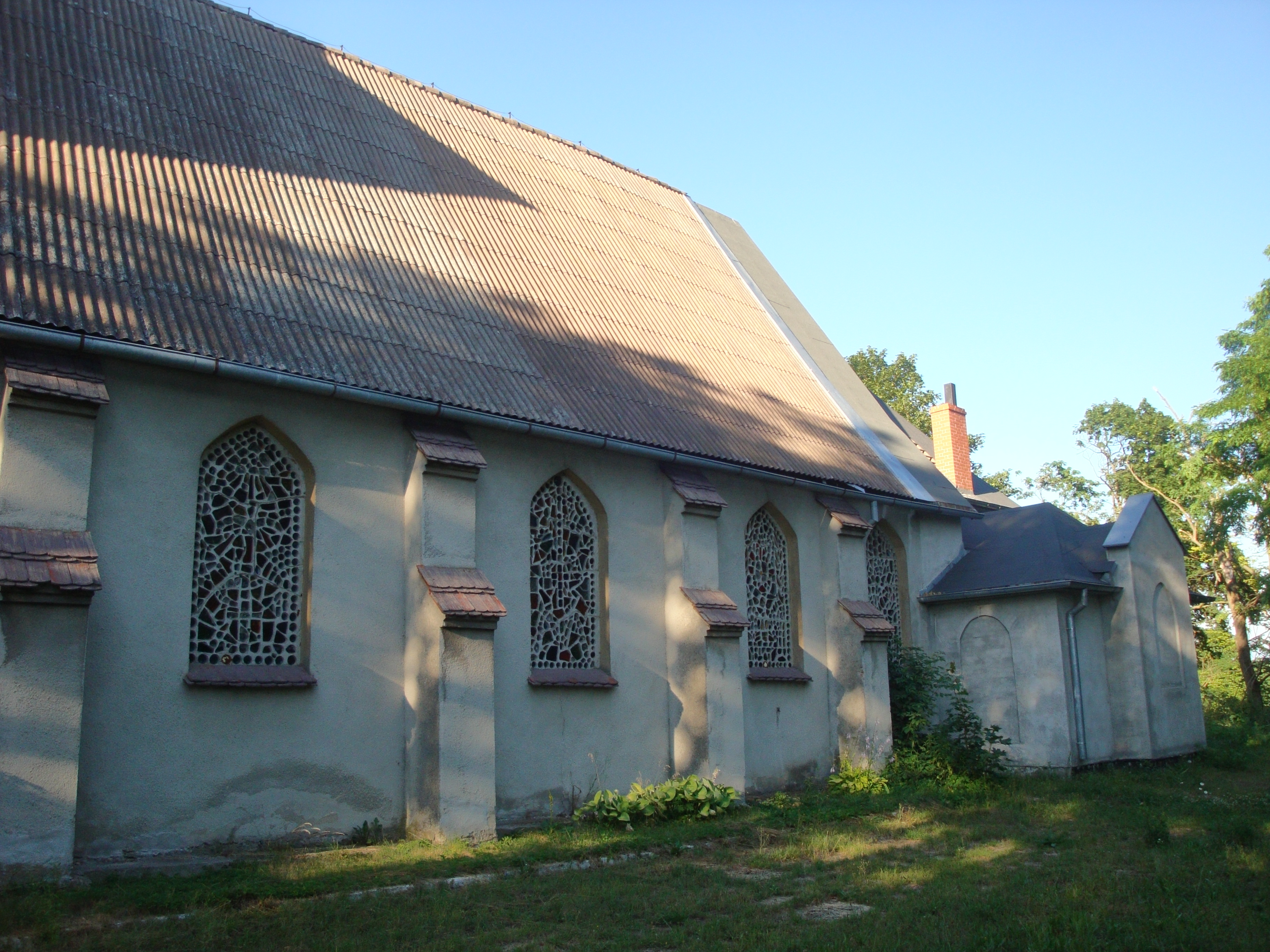
Kirchenschiff (2010), Südseite
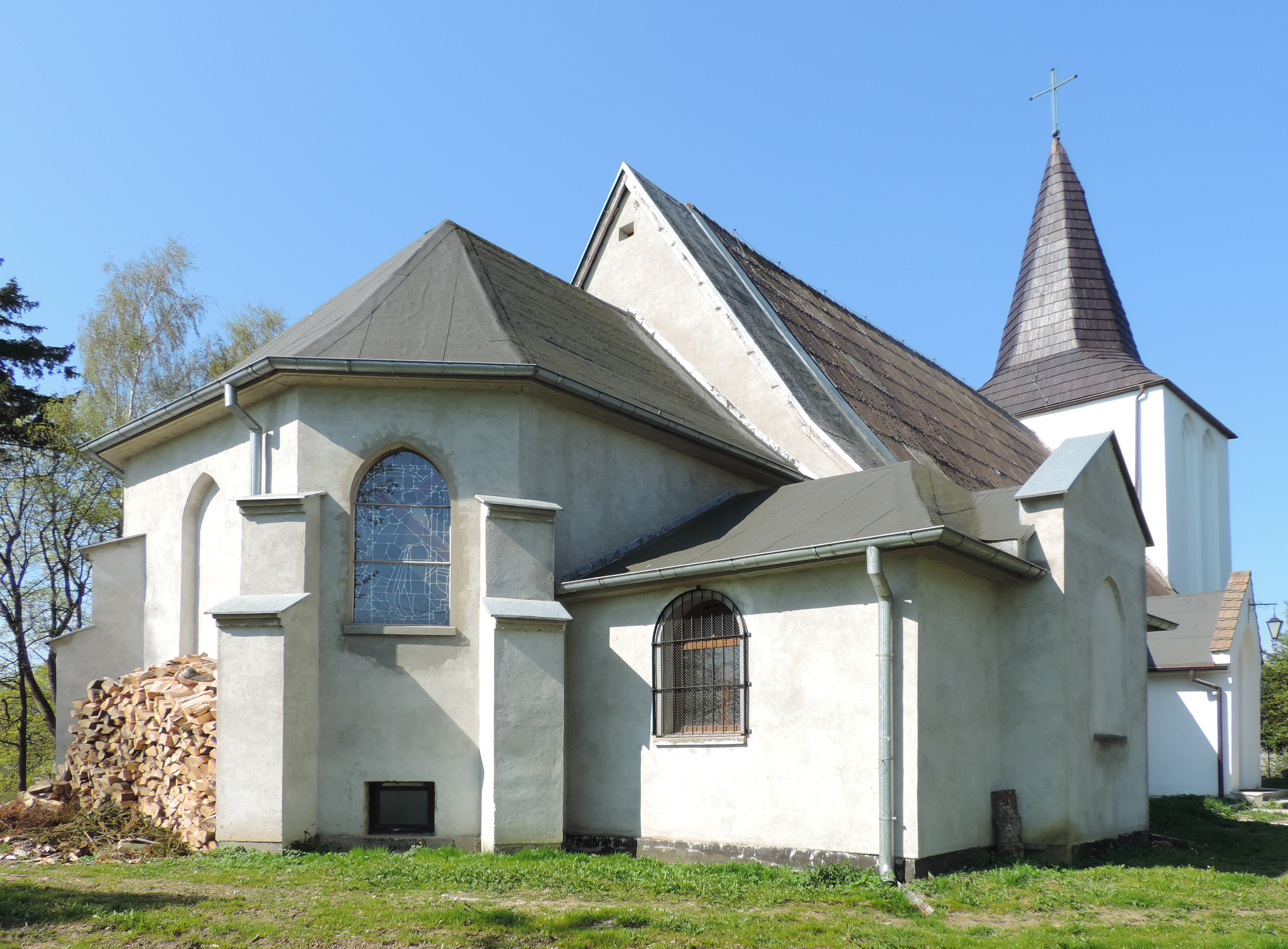
Rückseite des Gebäudes (2014)
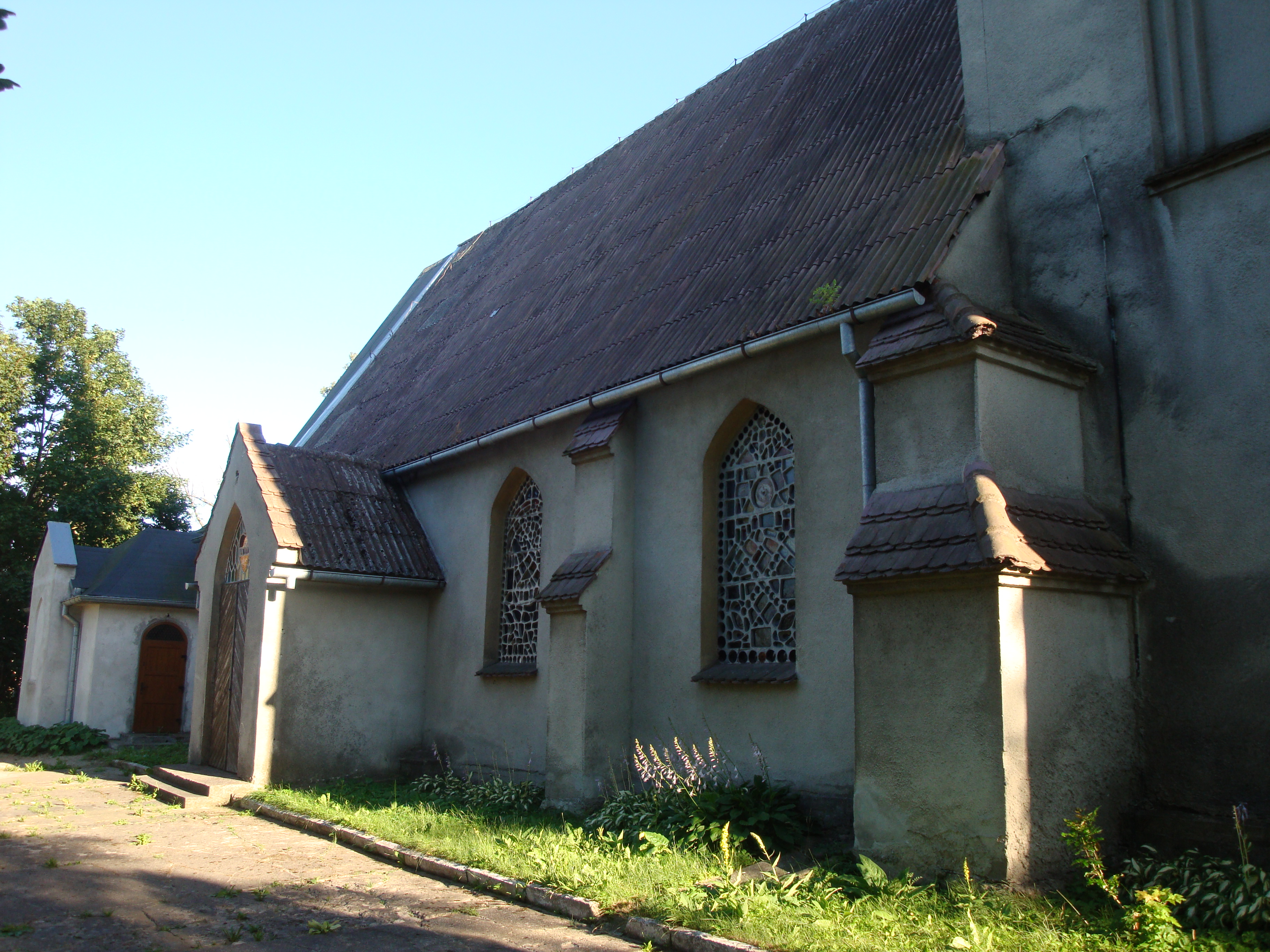
Kirchenschiff (2010), Nordseite

Zur Kirchenausstattung gehörten vor 1945 auch der Orgelprospekt, ein Tauftisch in kelchähnlicher Form und ein Taufengel aus dem 17./18. Jahrhundert, wie er sich auch in einer Reihe von Nachbarkirchen wie in Lupow, Mickrow und Kulsow  befand.
Besonders wertvoll war ein silberner Abendmahlskelch mit Vergoldung, der auf dem Sechspassfuß das Wappen des Joachim Stojentin und der Anna Massow trug. Der Knauf hatte rautenförmige Knöpfe, zwischen denen Rosen angebracht waren, und auf dem Fuß ein Kruzifix. Es war eine spätgotische Arbeit.
Im Turm waren ursprünglich drei Glocken angebracht, von denen die größte die Inschrift Gloria in excelsis me fecit J. M. Meier-Schlawe anno 1777 sit nomen domini benedictum sursum corda trug. Außerdem waren die Namen der Kirchenpatrone und des damaligen Geistlichen angegeben: Jürgen von Wobeser, Karl von Münchow und Christian Pomian Pesarovius. Die kleinste Glocke trug die Inschrift Deo anno domini 1651.
Zwei der drei Glocken mussten im Ersten Weltkrieg abgeliefert werden. Im Jahre 1921 erhielt die Kirche drei neue Glocken. Die größte trug die Inschrift Gestiftet in schwerer Zeit von der Kirchengemeinde Stojentin. Lic. Laack. Auf der mittleren stand der Bibelspruch Ehre sei Gott in der Höhe, und auf der kleinsten die Fortsetzung Friede auf Erden.
Im Jahre 1933 erhielt die Stojentiner Kirche zwei neue Fenster mit Glasmalerei. Auf ihnen war die Kreuztragung Jesu bzw. der Opfergang der Toten des Ersten Weltkrieges dargestellt.
Bisher evangelisches Gotteshaus, wurde die Kirche 1945 von der polnischen Administration zugunsten der Römisch-katholischen Kirche in Polen zwangsenteignet und vom polnischen katholischen Klerus ‚neu geweiht‘.

## Kirchengemeinde

### Kirchspiel/Pfarrei bis 1945
Stojentin war ein altes Kirchdorf. Seit der Reformation war der Ort Sitz eines evangelischen Pfarramtes, das ein weitgedehntes Kirchspiel mit sieben eingepfarrten Orten versah: Dargeröse, Gesorke, 1938–1945: Kleinwasser, Gohren, Groß Podel, Hermannshöhe, Neitzkow und Rexin.
Im Jahre 1940 gehörten 2745 Gemeindeglieder zum Pfarrsprengel Stojentin, der im Kirchenkreis Stolp-Altstadt  im Ostsprengel der Kirchenprovinz Pommern der Kirche der Altpreußischen Union lag. Die Kirchenbuchaufzeichnung war dreihundert Jahre lang ab 1644 erfolgt.

### Polnisches katholisches Kirchspiel seit 1945
Die seit 1945 und Vertreibung der einheimischen Dorfbewohner anwesende polnische Einwohnerschaft ist überwiegend katholisch. Der unter polnischer Verwaltung ‚Stowięcino‘ genannte Ort wurde katholischer Pfarrsitz. Zur Pfarrei gehören die Ortschaften: Dargoleza (Dargeröse), Gostkowo (Emilienhof), Górzyno (Gohren), Michałowo, Podole Wielkie (Groß Podel), Przebędowo Słupskie (Prebendow), Radosław, Rzechcino (Rexin) – mit Filialkirche, sowie Szelewo (Schelow). Die polnische Pfarrei Hl. Stanislaus gehört zum Dekanat Główczyce (Glowitz) im Bistum Pelplin der Katholischen Kirche in Polen.

### Pfarrer bis 1945
An der Dorfkirche in Stojentin amtierten als evangelische Geistliche bis 1945:
| - David Farschbotter - Jakob Celugius, 1612 - Johann Badius, 1617 - Adam Bartholomäi, bis 1666 - Michael Bartholomäi (Sohn von 4.) 1666–1713 - Johann Christlieb Barnwasser, 1713–1758 | - Christian Wilhelm Pomian-Pesarovius, 1758–1789 - Paul Georg Philipp Mampe, 1791–1843 - Heinrich Eduard Meibauer, 1843–1883 - Hugo Karl Theodor Meibauer (Sohn von 9.), 1884–1922 - Wilhelm Lüderwaldt, 1922–1937 - Rudolf Kaun, 1937–1945 |